# Kawamura Takashi
Takashi Kawamura (sinh ngày 20 tháng 6 năm 1968) là một cầu thủ bóng đá người Nhật Bản.

## Sự nghiệp câu lạc bộ
Takashi Kawamura đã từng chơi cho Mazda, Yokohama Flügels, Otsuka Pharmaceutical và Fukuoka Blux.